# Микадзе, Георгий Геннадьевич
Гео́ргий Генна́дьевич Мика́дзе (3 октября 1983, Кутаиси, Грузинская ССР) — российский бывший футболист, защитник. Ассистент тренера клуба «Акрон-2».

## Карьера

### Клубная
Воспитанник СДЮШОР № 7 Сочи. В 19 лет дебютировал в Высшем дивизионе России в составе подмосковного «Сатурна».
В 2009 году подписал контракт с клубом второго дивизиона «Жемчужина-Сочи».
7 мая 2009 года в матче 6-го тура второго дивизиона с командой «Ставрополье-2009» получил тяжёлую травму: перелом скуловой кости, — и выбыл на полтора месяца.
29 июля 2010 года расторг контракт с клубом «Жемчужина-Сочи» и перешёл в саранскую «Мордовию». 26 декабря 2011 года подписал контракт с белгородским «Салютом».
- В кубке России сыграл 17 игр, заработал 3 желтые карточки.

В конце августа 2015 года принял решение завершить карьеру профессионального игрока, однако продолжил выступления на любительском уровне.

### В сборной
Выступал за юношескую сборную России, в которой стал победителем мемориала Валентина Гранаткина в 2001 году.
Вызывался также в молодёжную сборную и входил в число кандидатов в первую сборную России.

## Достижения
- Победитель Первого дивизиона: 2006
- Победитель зоны «Юг» Второго дивизиона: 2009
- Победитель мемориала В. А. Гранаткина: 2001